# Tipula zimbabwensis
Tipula zimbabwensis är en tvåvingeart som beskrevs av Theowald 1984. Tipula zimbabwensis ingår i släktet Tipula och familjen storharkrankar.
Artens utbredningsområde är Zimbabwe. Inga underarter finns listade i Catalogue of Life.